# Shtreimel

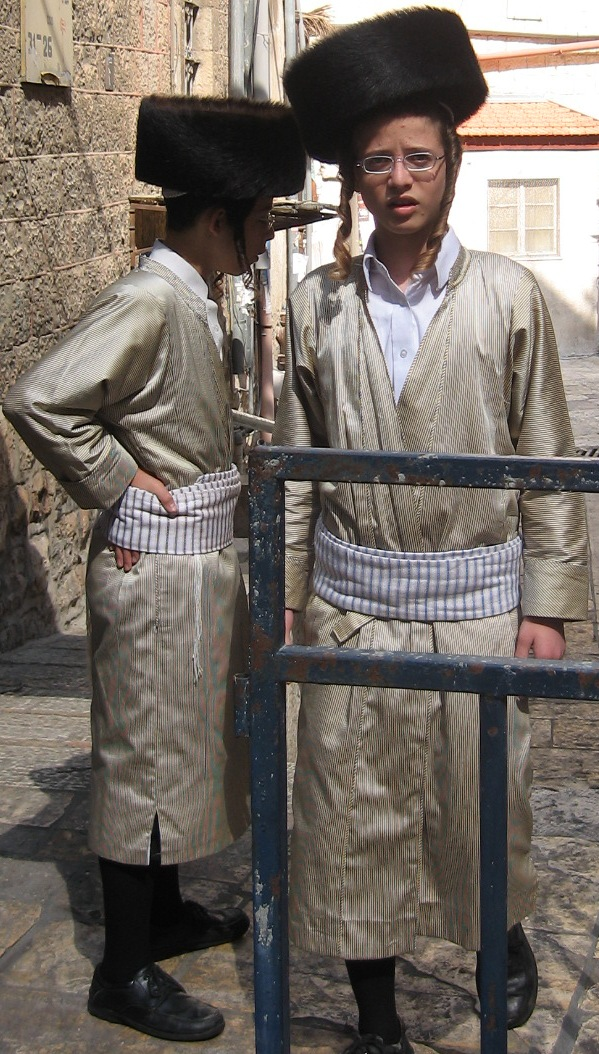
Shtreimel.

El shtreimel (en yidis: שטרײַמל‎; shtreimlech) es un sombrero de piel llevado por muchos judíos ultraortodoxos casados. Los portadores, generalmente los judíos jasídicos, lo llevan durante el Shabat y durante las diferentes festividades judías.